# Antonio Maddaluno

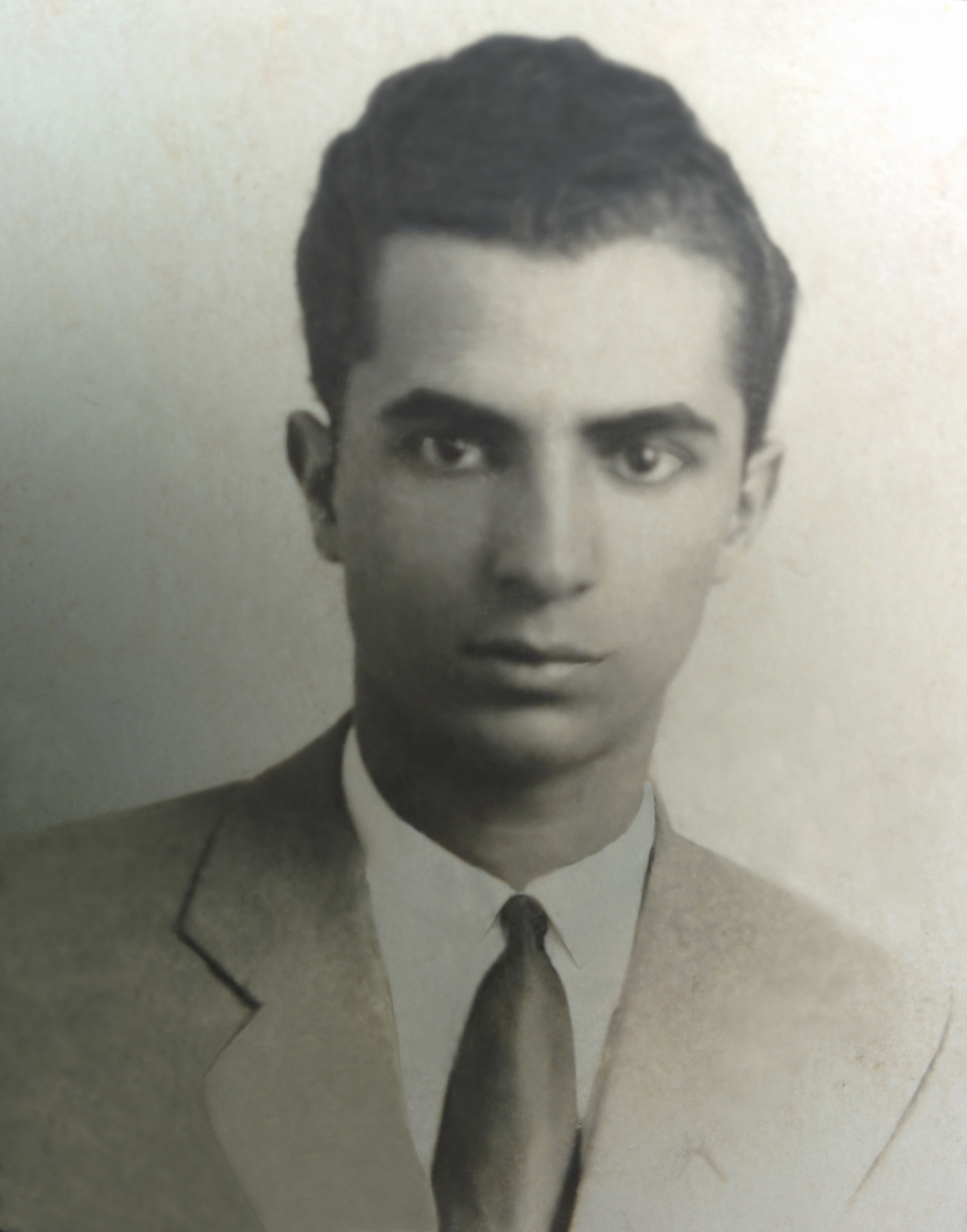

Antonio Maddaluno (Pozzuoli, 16 giugno 1908 – 1973) è stato un calciatore italiano, di ruolo ala.

## Biografia
Nato a Pozzuoli mentre i genitori (già residenti a Roma) erano in visita ai parenti, svolge la sua vita a Roma dove inizia l'attività calcistica nel Roman. Ebbe tre figli i quali tutt'oggi posseggono la maglia con cui giocò con l'AS Roma nel 1927, tale "reperto" è ad oggi la più antica maglia esistente della società giallorossa.

## Carriera

### Giocatore

#### Club
Maddaluno inizia la sua carriera con la maglia del Roman, esordendo in massima serie nel 1925-1926 il 22 novembre 1925 in Lazio-Roman (5-3): con la squadra romana giocherà due stagioni, al termine delle quali passerà all'Associazione Sportiva Roma. Con i giallorossi non disputa gare di campionato, ma debutterà nella Coppa CONI il 28 giugno 1928 in Roma-La Dominante (6-0). Nel corso della competizione, vinta dalla Roma, gioca le restanti 8 partite, mette a segno 2 reti e si procura il rigore con cui Corbjons porta in vantaggio i capitolini nella finale-spareggio.
Nel 1928 passa al Chieti dove ottiene 6 presenze e segna 7 reti nel Campionato Meridionale, l'anno dopo diventa giocatore della Ternana (25 presenze e 6 reti), per poi passare al Foligno e ritornare nel 1931 con i rossoverdi, ottenendo 31 presenze e 4 gol.

## Statistiche

### Presenze e reti nei club
| Stagione        | Squadra           | Campionato      | Campionato | Campionato | Coppe nazionali | Coppe nazionali | Coppe nazionali | Coppe continentali | Coppe continentali | Coppe continentali | Altre coppe | Altre coppe | Altre coppe | Totale | Totale |
| Stagione        | Squadra           | Comp            | Pres       | Reti       | Comp            | Pres            | Reti            | Comp               | Pres               | Reti               | Comp        | Pres        | Reti        | Pres   | Reti   |
| --------------- | ----------------- | --------------- | ---------- | ---------- | --------------- | --------------- | --------------- | ------------------ | ------------------ | ------------------ | ----------- | ----------- | ----------- | ------ | ------ |
| 1925-1926       | Roman             | PD              | ?          | ?          | -               | -               | -               | -                  | -                  | -                  | -           | -           | -           | ?      | ?      |
| 1926-1927       | Roman             | PD              | ?          | ?          | -               | -               | -               | -                  | -                  | -                  | -           | -           | -           | ?      | ?      |
| Totale Roman    | Totale Roman      | Totale Roman    | 10+        | 3+         |                 | -               | -               |                    | -                  | -                  |             | -           | -           | 10+    | 3+     |
| 1927-1928       | Roma              | DN              | 0          | 0          | CC              | 8               | 2               | -                  | -                  | -                  | -           | -           | -           | 8      | 2      |
| 1928-1929       | Pippo Massangioli | CM              | 6          | 7          | -               | -               | -               | -                  | -                  | -                  | -           | -           | -           | 6      | 7      |
| 1929-1930       | Ternana           | PD              | 25         | 6          | -               | -               | -               | -                  | -                  | -                  | -           | -           | -           | 25     | 6      |
| 1930-1931       | Foligno           | PD              | ?          | ?          | -               | -               | -               | -                  | -                  | -                  | -           | -           | -           | ?      | ?      |
| 1931-1932       | Ternana           | PD              | 22         | 3          | -               | -               | -               | -                  | -                  | -                  | -           | -           | -           | 22     | 3      |
| 1932-1933       | Ternana           | PD              | 9          | 1          | -               | -               | -               | -                  | -                  | -                  | -           | -           | -           | 9      | 1      |
| Totale Ternana  | Totale Ternana    | Totale Ternana  | 56         | 10         |                 | -               | -               |                    | -                  | -                  |             | -           | -           | 56     | 10     |
| Totale carriera | Totale carriera   | Totale carriera | 72+        | 20+        |                 | 8               | 2               |                    | -                  | -                  |             | -           | -           | 80+    | 22+    |

## Palmarès

### Giocatore

#### Club

##### Competizioni nazionali
- Coppa CONI: 1

Roma: 1928